# 関口由香里
関口 由香里（せきぐち ゆかり、1977年7月21日 - ）は、元福島テレビアナウンサー（報道制作局報道部主任）。埼玉県朝霞市出身。

## 略歴
成蹊大学を卒業後、2000年に福島テレビ入社。福島テレビの地上デジタル放送推進大使も務めていた。
2003年夏には、『めざましテレビ』に専念するため降板した大学の後輩でもある高島彩（フジテレビ）の後任が決まるまで『スーパー競馬』の司会（福島開催分のみ）を務めたほか、2007年8月27日から31日までは、夏期休暇をとった島田彩夏（フジテレビ）の代理として『FNNスピーク』のサブキャスターを担当、1987年の開始以来初めて、オープニングの挨拶に番組名である「スピーク」を入れた。
2011年2月11日には、福島市のアクティブシニアセンター「A・O・Z」（アオウゼ）で行われた『平成22年度阿武隈川サミット講演会』において、意見交換会のコーディネーターを務めた。
2013年7月末、福島テレビを退社。

## 人物
趣味：水泳、映画鑑賞、サッカー観戦 
好きな食べ物：九州まるたいラーメン、メロンパン、お寿司 

## 出演番組
- サタふく
- 弦哲也のFTVカラオケグランプリ
- めざましテレビ（レポーター）
- うつくしま情報局（県政広報番組）
- エキサイティング競馬
- Lばんスーパーニュース
- FTVスーパーニュース（サブキャスター）
- FNNスピーク（2007年8月27日 - 31日、島田彩夏アナの夏季休暇に伴う代役）
- 定時ニュース
- 各種中継